# Lilla Bältbron (1970)
Det finns två broar i Danmark som heter Lilla Bältbron. Det är en äldre från 1935 och en nyare från 1970. Båda broarna går över Lilla Bält mellan Snoghøj (numera en del av Fredericias tätort) på Jylland och Middelfart på Fyn. Den nyare bron är en ren vägbro och vägen utgörs av en viktig motorväg. 

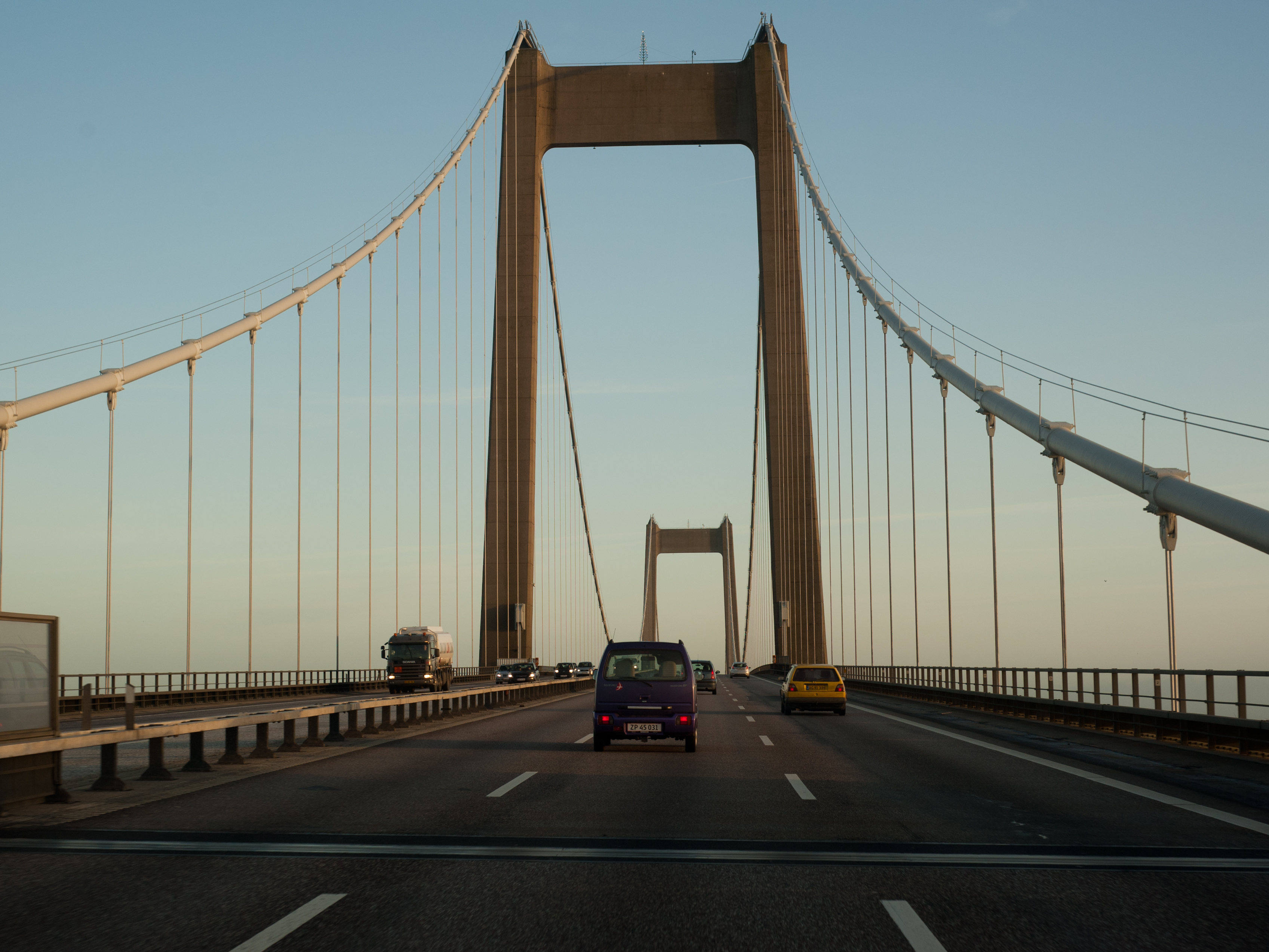
Lilla Bältbron från motorvägen.

Under 1960-talet började vägen på den äldre Lilla Bältbron (1935) anses som otillräcklig. Den var för smal för den intensiva trafik som var på bron. Att bredda vägen och bron ansågs inte lämpligt utan en ny bro ansågs istället nödvändig för biltrafiken. Den nyare bron började byggas 1965 och invigdes den 21 oktober 1970 av kung Fredrik IX. På den tiden hade inte Danmark något större sammanhängande motorvägsnät utan hade precis som Sverige under samma tid mest små stumpar på olika ställen. Bron byggdes ändå med full motorvägsstandard redan från början då man planerade för ett sammanhängande motorvägsnät, och med tanke på den ganska höga trafikmängden redan då. Av denna orsaken är vägen trefilig, då man medvetet byggde med överkapacitet för kommande behov. Idag är det motorvägen på E20 som går på bron och det är en av Danmarks viktigaste motorvägar. Den fungerar numera också som en transitmotorväg mellan Sverige och Tyskland. 
Bron är en så kallad hängbro, försedd med hängande kablar som håller upp bron. Den gör att Jyllands motorvägar är sammankopplade med motorvägen på Fyn. Eftersom bron är en länk i en längre sammanhängande motorvägsförbindelse mellan de nordiska länderna och Tyskland utgör bron ett viktigt inslag i det europeiska motorvägsnätet.
Bron är 1 700 meter lång och 31,2 meter bred. Genomseglingshöjden är 42 meter. Genomseglingsbredden är 600 meter.